# Ribamontán al Mar
Ribamontán al Mar és un municipi assentat a l'est de la Badia de Santander, en la costa central de Cantàbria, i a 32 km de Santander. Limita a l'est amb el municipi de Bareyo i al sud amb el de Ribamontán al Monte i la desembocadura del riu Miera, que estableix un límit natural amb el municipi de Marina de Cudeyo. Compte amb una població de 4.045 habitants i una superfície de 36’9 km², el que fa una densitat de 109 hab/km² (INE 2005).

## Localitats
- Carriazo (Capital).
- Castanedo.
- Galizano.
- Langre.
- Loredo.
- Somo.
- Suesa.

## Demografia
| 1900  | 1910  | 1920  | 1930  | 1940  | 1950  | 1960  | 1970  | 1980  | 1990  | 2000  | 2007  |
| ----- | ----- | ----- | ----- | ----- | ----- | ----- | ----- | ----- | ----- | ----- | ----- |
| 1.607 | 1.575 | 1.916 | 2.257 | 2.515 | 2.612 | 2.381 | 2.188 | 2.323 | 2.787 | 3.551 | 4.188 |

Font: INE

## Administració
| Eleccions municipals, 23 de maig de 2003 |      |        |          |
| Partit                                   | Vots | %      | Regidors |
| PRC                                      | 1345 | 53,63% | 7        |
| PP                                       | 713  | 28,43% | 3        |
| PSOE                                     | 211  | 8,41%  | 1        |

| Eleccions municipals, 27 de maig de 2007 |      |        |          |
| Partit                                   | Vots | %      | Regidors |
| PRC                                      | 1272 | 50,44% | 6        |
| PP                                       | 856  | 33,94% | 4        |
| PSOE                                     | 328  | 13,01% | 1        |